# Trude Maurer
Trude Maurer (* 17. Juli 1955 in Mainz; † 9. April 2017 in Göttingen) war eine deutsche Historikerin. Ihre Forschungsgebiete waren russische Sozial- und Kulturgeschichte seit dem 18. Jahrhundert, vergleichende Universitätsgeschichte (Deutschland, Russland, Ostmitteleuropa) und die Geschichte der Juden in Deutschland und Osteuropa.

## Leben
Trude Maurer wuchs in der Gegend um Mainz in einem protestantischen Elternhaus auf. Sie studierte mit einem Stipendium der Studienstiftung des deutschen Volkes Geschichte, Russisch und Politische Wissenschaften in Tübingen und 1977–78 auch am Institute of Slavonic and East European Studies in London. 1980 legte sie ihr erstes Staatsexamen ab und forschte im Anschluss beim Leiter des Tübinger Instituts für Osteuropäische Geschichte und Landeskunde Dietrich Geyer sechs Jahre zu Ostjuden in Deutschland in den Jahren 1918 bis 1933. In dieser Zeit hatte sie mehrere Forschungsaufenthalte in Israel. 1985 schloss sie ihre Promotion ab.
Im Anschluss war sie sechs Jahre Hochschulassistentin für osteuropäische Geschichte am Lehrstuhl von Manfred Hildermeier in Göttingen. 1995 lege Maurer ihre Habilitation zu Hochschullehrern im Zarenreich vor. Zahlreiche Lehrstuhlvertretungen in Göttingen, Köln, Jena, der Berliner Humboldt-Universität, Gießen und Erlangen folgten. Mitte der 1990er Jahre trübten sich die Karriereaussichten im Fach Osteuropäische Geschichte ein, da dessen Existenzberechtigung bezweifelt wurde. Maurer war schließlich auf Platz 1 des Lehrstuhls für Osteuropäische Geschichte der Universität Frankfurt gesetzt, doch die Berufung blieb ihr verwehrt, als das Land Hessen beschloss, die Lehrstühle für dieses Fach in Marburg und Frankfurt aufzugeben und das Fach auf Gießen zu konzentrieren. Maurers Forschungsinteressen lagen auf einer Schnittstelle von Fachgebieten, was letztendlich dazu führte, dass sie nie berufen wurde: Für die Osteuropa-Lehrstühle waren ihre Forschungen zu sehr auf jüdische Themen ausgerichtet, für die in den 1990er Jahren gegründeten Zentren und Professuren zur deutsch-jüdischen Geschichte zu osteuropäisch.
Im Jahr 2000 wurde sie in Göttingen zur Außerplanmäßigen Professorin ernannt. Zur Finanzierung dieser Stelle musste sie regelmäßig Forschungsprojekte einwerben und war damit bei der Volkswagenstiftung, der Thyssenstiftung und der Deutschen Forschungsgemeinschaft erfolgreich. Daneben war sie als Research Fellow am Leibniz-Institut für Ost- und Südosteuropaforschung (IOS) in Regensburg tätig. Dazu nahm sie immer wieder Vertretungs- oder Gastprofessuren wahr.
Trude Maurer starb nach Einnahme von Antibiotika unerwartet an Herzversagen. Sie wurde am 9. April 2017 in ihrer Wohnung in Göttingen von der Polizei tot aufgefunden. Das genaue Todesdatum ist nicht bekannt.
Maurer war Vorstandsmitglied sowohl im Verband der Osteuropahistorikerinnen und -historiker als auch von 1994 bis 2006 in der Wissenschaftlichen Arbeitsgemeinschaft des Leo-Baeck-Instituts in der Bundesrepublik Deutschland. Ab 2005 bis zu ihrem Tod war sie Mitglied des Aufnahmeausschusses der Studienstiftung des deutschen Volkes und Gutachterin in zahlreichen Stiftungen. Zudem war sie Mitglied der Baltischen Historischen Kommission.

## Forschung
Ein Themenschwerpunkt von Trude Maurer waren die Ostjuden und die Juden im Deutschen Kaiserreich, in der Weimarer Republik und unter dem Nationalsozialismus. Über diese Themen publizierte sie auch nach ihrer Dissertation fortlaufend auf Deutsch und Englisch. Sie galt dabei als Expertin für begriffliche Differenzierungen – Ostjuden und Westjuden – und für deutsch-jüdische Beziehungen seit dem ausgehenden 18. Jahrhundert.
Ihre fast tausend Seiten starke Habilitation ist eine Kollektivbiographie der Hochschullehrer im Zarenreich auf Basis differenzierter Archivstudien. Sie gilt als Pionierarbeit im Hinblick auf Karriere, Selbstverständnis, Berufsethos und politische Einstellungen des russischen Professorenstands, in der überzeugend die Doppeldeutigkeit des russischen Begriffs „intelligencija“ dargelegt wurde.
In ihrem nächsten großen Projekt untersuchte sie die In- und Exklusionsmechanismen der Volksgemeinschaft im Hinblick auf die lebensgeschichtliche Situation von Professoren, Studierenden, vor allem weiblichen Studierenden, während des Ersten Weltkriegs. Für den empirischen Kern dieser Arbeit wählte sie die Universitäten in Berlin, Gießen und Straßburg aus. Die Ergebnisse publizierte sie 2015 in zwei Bänden mit dem Titel „...und wir gehören auch dazu“. Universität und Volksgemeinschaft im Ersten Weltkrieg.
Wie bei dieser Studie verband sie auch bei ihrem darauffolgenden Projekt zu den transkulturellen Aspekten des Frauenstudiums ihre beiden Forschungsinteressen – die deutsch-jüdische und die Bildungsgeschichte. Ihr letztes, nicht mehr vollendetes Forschungsvorhaben behandelte weibliche Doktoranden aus Russland an deutschen Universitäten um die Wende vom 19. zum 20. Jahrhundert, zumeist jüdische und deutschbaltische Medizinerinnen.
Neben ihren umfangreichen Monographien hat Trude Maurer mehr als fünfzig Aufsätze veröffentlicht.

## Mitgliedschaften
- Baltische Historische Kommission e. V., ordentliches Mitglied[8]

## Auszeichnungen
- 1986 Fritz-Theodor-Epstein-Preis des Verbandes der Osteuropahistorikerinnen und -historiker für ihre Dissertation Ostjuden in Deutschland 1918–1933[1][5]

## Publikationen

### Monografien
- Ostjuden in Deutschland 1918–1933 (= Hamburger Beiträge zur Geschichte der deutschen Juden. Band 12). H. Christians, Hamburg 1986, ISBN 3-7672-0964-0 (igdj-hh.de [PDF; 565,0 MB; abgerufen am 1. März 2020] Dissertation Universität Tübingen 1985).
- Die Entwicklung der jüdischen Minderheit in Deutschland (1780–1933). Neuere Forschungen und offene Fragen (= Internationales Archiv für Sozialgeschichte der deutschen Literatur / Sonderheft. Band 4). M. Niemeyer, Tübingen 1992, ISBN 3-484-60383-6.
- Hochschullehrer im Zarenreich. Ein Beitrag zur russischen Sozial- und Bildungsgeschichte (= Beiträge zur Geschichte Osteuropas. Band 27). Böhlau, Köln 1998, ISBN 3-412-11598-3 (Habilitationsschrift Universität Göttingen 1995).
- Diskriminierte Bürger und emanzipierte „Fremdstämmige“. Juden an deutschen und russischen Universitäten (= Vorlesungen des Centrums für Jüdische Studien. Band 5). Leykam, Graz 2013, ISBN 978-3-7011-0264-8.
- „... und wir gehören auch dazu“. Universität und Volksgemeinschaft im Ersten Weltkrieg (2 Bände). Vandenhoeck & Ruprecht, Göttingen 2015, ISBN 978-3-525-33603-8.

### Als Herausgeberin
- mit Eva-Maria Auch (Hrsg.): Leben in zwei Kulturen. Akkulturation und Selbstbehauptung von Nichtrussen im Zarenreich (= Schriften zur Geistesgeschichte des östlichen Europa. Band 22). Harrassowitz, Wiesbaden 2000, ISBN 3-447-04338-5.
- Kollegen, Kommilitonen, Kämpfer. Europäische Universitäten im Ersten Weltkrieg (= Pallas Athene. Band 18). Steiner, Stuttgart 2006, ISBN 3-515-08925-X.
- Der Weg an die Universität. Höhere Frauenstudien vom Mittelalter bis zum 20. Jahrhundert. Wallstein, Göttingen 2010, ISBN 978-3-8353-0627-1.

### Aufsätze (Auswahl)
- Vom Alltag zum Ausnahmezustand: Juden in der Weimarer Republik und im Nationalsozialismus 1918–1945. In: Marion A. Kaplan (Hrsg.): Geschichte des jüdischen Alltags in Deutschland. Vom 17. Jahrhundert bis 1945. Beck, München 2003, ISBN 3-406-50205-9, S. 348–472.
- Russian women in German universities - pioneers of female higher education? In: Vestnik Sankt-Peterburgskogo Universiteta. Naučno-teoretičeskij žurnal. Serija 2, Istorija. 2016, ISSN 1812-9323, S. 68–84 (cyberleninka.ru).